# بدوية في باريس
بدوية في باريس هو فيلم لبناني عرض عام 1964، بطولة سميرة توفيق ورشدي أباظة وعبد السلام النابلسي، ومن تأليف وإخراج محمد سلمان.

## قصة الفيلم
يحكي الفيلم قصة فتاة بدوية تبحر لأول مرة فوق إحدى البواخر المتجهة من لبنان إلي فرنسا، وتقع قصة حب بين شاب وهذه البدوية، وتكتشف الكثير مما لم تراه في حياتها المغلقة..

## طاقم التمثيل
- سميرة توفيق
- رشدي أباظة
- عبد السلام النابلسي
- إغراء
- آمال العريس
- جاكلين مونرو
- حياة شدياق
- خالد قرانوح
- ميادة
- إلهام عواد
- نرجس حسن
- زكي حمود
- فريد صقر
- فوزي فؤاد
- محسن السامراني
- صابر أبو لبن
- أحمد النمير
- علي دياب
- يوسف حسني
- زين الصيداني
- إبراهيم مرعشلي
- نوال محمد

## فريق العمل
- إخراج: محمد سلمان
- تأليف: محمد سلمان
- مدير التصوير: روبير طمبا
- مونتاج: إميل بحري
- إنتاج: الشركة العربية للسينما (صباح إخوان)
- توزيع داخلي: الشرق لتوزيع الأفلام
- توزيع خارجي: الشركة العربية للسينما (صباح إخوان)